# اندری سیروواچنکو
اندری سیروواچنکو (انگلیسی: Andriy Sirovatchenko؛ زادهٔ تاریخ ورودی نامعتبر است) شناگر اهل اوکراین  است.